# Kubinski rajon
Kubinski rajon (azerski: Quba rayonu) je jedan od 66 azerbajdžanskih rajona. Kubinski rajon se nalazi na sjeveru Azerbajdžana. Središte rajona je Kuba. Površina Kubinskog rajona iznosi 2.580 km². Kubinski rajon je prema popisu stanovništva iz 2009. imao 152.452 stanovnika, od čega su 76.885 muškarci, a 75.567 žene.
Kubinski rajon se sastoji od 101 općina.